# Hincksina calpensis
Hincksina calpensis is een mosdiertjessoort uit de familie van de Flustridae. De wetenschappelijke naam van de soort is voor het eerst geldig gepubliceerd in 2012 door Reverter-Gil, Souto & Fernández-Pulpeiro.